# Giovanni Martinengo di Villagana

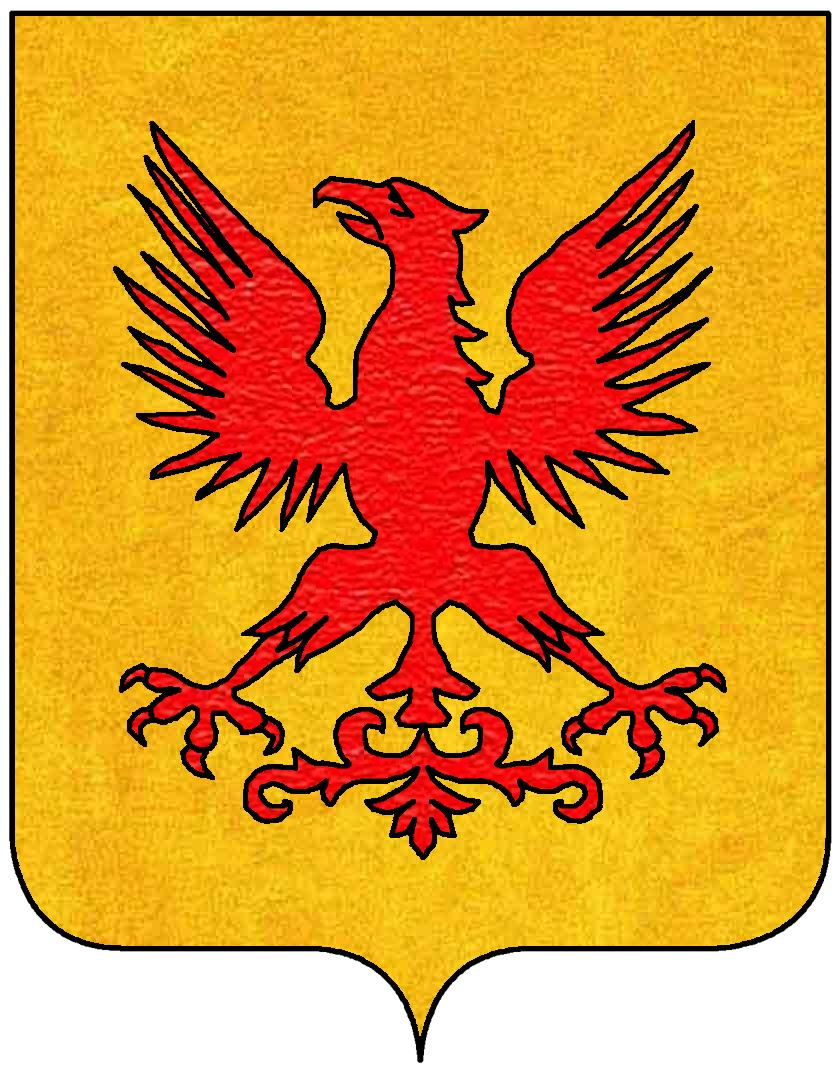
Stemma dei Martinengo

Conte Giovanni Martinengo di Villagana, nome completo Giovanni Francesco Martinengo Palatini Villagana (Brescia, 29 settembre 1807 – Villagana, 8 ottobre 1867), è stato un politico italiano, senatore del Regno e sindaco di Villachiara. È stato anche presidente del consiglio provinciale di Brescia in due occasioni: dal settembre 1861 al settembre 1863 e nel 1867.

## Biografia
Nacque a Brescia il 29 settembre 1807, figlio del conte Leonardo Martinengo di Villagana e della contessa Degnamerita Benaglio. Durante la prima guerra d'indipendenza, nel 1848, partecipò ai moti bresciani ed entrò nel Governo provvisorio cittadino. Da quest'ultimo fu scelto come rappresentante di Brescia nella commissione elettorale dell'Assemblea nazionale di Milano.
Nel 1859, partecipò anche agli eventi bresciani della seconda guerra d'indipendenza.
Nel 1860 fu eletto nel consiglio provinciale di Brescia in rappresentanza del mandamento di Orzinuovi e fu nominato sindaco del comune di Villachiara. Il 29 febbraio fu elevato anche alla dignità senatoriale. Il 2 settembre 1861 il consiglio provinciale lo elesse Presidente dell'assemblea; venne confermato a tale incarico l'anno seguente, ma non all'apertura della sessione del 1863, avvenuta il 7 settembre, in quanto gli venne preferito l'onorevole Francesco Cuzzetti. Nel settembre 1867, dopo l'improvvisa morte di quest'ultimo, il consiglio decise di eleggere nuovamente Martinengo che mantenne l'incarico fino alla morte, avvenuta l'8 ottobre 1867.
Sposò Teodora Lechi, figlia di Angelo, dalla quale ebbe quattro figli: Carlo, Giovanni e i gemelli Angelo e Luigi.
Con la zia Caterina fu benefattore della chiesa di Villachiara. Fece costruire sia la tomba di famiglia presso il cimitero Vantiniano di Brescia che quella del cimitero di Villachiara, dove è sepolto.